# U-73号潜艇 (1940年)
U-73号（德語：U 73）是纳粹德国战争海军建造的二十四艘VII-B型潜艇（或称U艇）之一。它由不来梅的费格扎克船厂承建，于1940年7月27日下水，至同年9月30日交付使用。第二次世界大战期间，该艇曾执行过十五次巡逻作战，共击沉12艘、击伤3艘同盟国或中立国舰船，累积总吨位为89,820吨。1943年12月16日，U-73号在奥兰以北的地中海遭美国驱逐舰伍尔西号及特里普号以深水炸弹和火炮击沉，造成16人阵亡、34人获救。

## 设计
由于原有VII-A型潜艇的燃料容量有限而导致航程不足，战争海军于1936年又设计建造了24艘VII-B型潜艇作为改进版。为了提高操纵性和转向性能，他们在两副螺旋桨后部设计了两片舵，并增大舵面面积。VII-B型艇的内部空间更大，因此可在外部鞍状水舱内多装载33吨燃油。这种燃料舱是“自动加注”的——当柴油不断被消耗时，海水也不断进入该水舱以补偿浮力。艇艏和艇艉还设有纵倾平衡水舱，通过调整两端水量来防止潜艇在水下可能产生的纵倾和横摇。作为VII-B型艇，U-73号的全长增加了两米，达到66.50米，舷宽6.20米、高9.5米，并有4.74米的吃水深度，水上和水下排水量分别为753吨和857吨。该艇采用双轴设计，具有两副直径为1.23米的三叶螺旋桨。动力由两台曼恩生产的M6V 40/46型六缸四冲程1,400匹公制馬力（1,000千瓦特）涡轮增压柴油机用于水面运行，以及两台布朗-博韦里提供的GG UB 720/8型375匹公制馬力（280千瓦特）双作用电动发电机用于水下航行；水面最高航速17.9節（33.2每小時），水下8節（15每小時）；能够在水面以10節（19每小時）航速续航8,700海里（16,100），或以4節（7.4每小時）连续在水下航行90海里（170）而无需充电。
武器装备方面，U-73号装备有五具内置式鱼雷发射管——艇艏四具、艇艉一具。相较于VII-A型艇，其艇艉的鱼雷发射管设计在耐压壳体内部、两片舵之间，鱼雷可以由此向外发射。在轮机舱甲板下方还配备了用于艇艉的鱼雷装填系统，耐压壳体与甲板室之间一前一后还设计有外置鱼雷贮存装置，因此U-73号的鱼雷储备和发射能力也得以提升，可携带14枚G7型鱼雷或最多26枚TMA型水雷（TMB型则为39枚）。此外，该艇还搭载有一门配备220发弹药的88毫米35式速射炮以及一门配备1,195发弹药20毫米30式高射炮作为甲板炮。其标准船员编制为4名军官及40－56名水兵。

## 历史
1938年6月2日，海军造舰局根据《英德海军协定》的要求，正式将四艘VII-B型潜艇（U-73至U-76号）的建造合同发包予不来梅的伏尔铿费格扎克船厂。其中U-73号于次年11月5日开始铺设龙骨，建造序列为1号。经过近九个月的建造，它于1940年7月27日下水，至同年9月30日在前U-2号艇长、海军上尉赫尔穆特·罗森鲍姆的指挥下交付使用。完成海试后，该艇加入第7潜艇区舰队，先是在基尔进行战备训练，然后于1941年2月1日移驻圣纳泽尔基地担任前线艇。自1942年1月1日起，U-73号又换编至驻拉斯佩齐亚的第29潜艇区舰队服役，直到1943年12月16日被击沉。
第二次世界大战期间，U-73号曾执行过十五次巡逻和五次狼群作战，共击沉12艘、击伤3艘同盟国或中立国舰船，累积总吨位为89,820吨。

### 作战巡逻

#### 罗森鲍姆役期
罗森鲍姆指挥了U-73号的前八次巡逻。他于1941年2月4日08:00率艇从基尔出发执行首次任务，并在穿过威廉皇帝运河、至布伦斯比特尔担任护航，以及在黑尔戈兰岛补充燃料后，前往爱尔兰岛西部的北大西洋游弋。2月24日凌晨，U-73号取得首个战功，当时它在冰岛南部海域的暴风雪中发现了刚从OB-288号护航船队中分散的两艘商船，并于03:51向当中的第二艘——英国煤船韦恩盖特号（Waynegate）发射了一枚鱼雷。这枚鱼雷未能引爆，于是罗森鲍姆于04:19又发射了第二枚，击中煤船右舷1号和2号舱壁之间的位置。船员们立即分乘两艘救生艇弃船，因为韦恩盖特号的船艏很快便下沉。04:38，潜艇再射出致命一击，加速了下沉，使该船在右舷2号货舱被击中五分钟后便从船艏完全沉没。经过为期二十七天、水面行程4,300海里（8,000）、水下行程217海里（402）的航行后，U-73号于3月2日10:00抵达德占法国的洛里昂。
U-73号的第二次巡逻于3月25日16:30驶离洛里昂，前往北大西洋、冰岛南部和西南部游弋，至4月24日16:55返抵圣纳泽尔。在这次为期三十一天、水面行程5,000海里（9,300）、水下行程239海里（443）的航行中，罗森鲍姆共击沉累计总吨位为31,003吨的7艘舰船。首当其冲的是盟军SC-26号船队：U-73号于4月3日03:28对身处11号阵位、此前已被姊妹艇U-46号击伤并遗弃的英国货船阿尔德浦号（Alderpool）完成致命一击。05:08，船队中的英国货轮韦斯特浦号（Westpool）又被罗森鲍姆发射的一枚鱼雷击中，迅速在雷克雅未克西南偏南水域沉没。一分钟后，U-73号又用另一枚鱼雷疑似击中了一艘武装商船巡洋舰。05:12，第三枚鱼雷则击中了比利时货轮印度人号（Indier）的舰桥，导致该船在一分钟内从船艏沉没。到08:32，三小时前才与SC-26号船队分离的英国油轮不列颠子爵号（British Viscount）也在冰岛西南偏南方向遭U-73号的鱼雷击中船舯部。油轮起火燃烧，随后被遗弃并沉没。4月20日03:25，罗森鲍姆还在罗科尔西南部发射鱼雷袭击了正从英国转运至地中海、无护航的英国远洋货轮帝国耐力号。该船于七分钟后被第二枚鱼雷命中，03:57又在舰桥下部遭致命一击而断成两截、沉入海底。两艘船载军用汽艇ML-1003号和ML-1037号也随之沉没。
5月20日15:00，U-73号离开圣纳泽尔执行第三次巡逻，前往比斯开湾以西的北大西洋、亚速尔群岛东部和冰岛南部游弋。5月26日，该艇受命支援正遭到英国驱逐舰群追击、已严重受损的德国战列舰俾斯麦号。当天夜晚，罗森鲍姆发现了俾斯麦号发出的照明弹，也看到了俾斯麦号正在开火。但由于海面风力高达7至9级，U-73号无法攻击驱逐舰。该艇遂向“西部狼群”报告了俾斯麦号的位置，但事实证明这些位置并不准确。它随后于5月31日至6月20日期间相继加入西部狼群和“选帝侯狼群”，意图袭击往返于北美洲至英国的盟军护航船队，但一无所获。经过为期三十六天、水面5,892海里（10,912）、水下223海里（413）的航行后，U-73号于6月24日09:30返回圣纳泽尔。
在1941年的第四、第五次巡逻中，U-73号继续在北大西洋和冰岛西南部活动，期间也曾分别加入“格陵兰”和“夺命狼”狼群，但均未能取得任何战功。当1942年换编至第29潜艇区舰队后，罗森鲍姆便于1月4日16:25率艇从圣纳泽尔出发，移驻轴心国意大利的拉斯佩齐亚基地。他们于1月14日成功穿越直布罗陀海峡进入地中海，随即在图卜鲁格对开的地中海巡逻。1月20日，U-73号在墨西拿补充了燃料、润滑油和补给品，1月31日又在萨拉米斯进行维修、补充物资，并移交了一名病人。经过为期四十天、水面5,245海里（9,714）、水下446.5海里（826.9）的航行后，该艇于2月12日抵达拉斯佩齐亚。
罗森鲍姆直到第八次巡逻才再度有所斩获，当时U-73号于8月4日11:00离开拉斯佩齐亚，在地中海游弋。一周后，即8月11日13:15，英国航空母舰鹰号在护送WS-21S号护航船队（“底座行动”）前往马耳他时被罗森鲍姆射出的四枚鱼雷击中。该舰随即在马略卡岛萨利纳斯角以南约70海里（130）处沉没，造成两名军官和158名士兵丧生，成为战争中遭U艇击沉的最大型舰船之一。舰长及其余926名幸存者则被驱逐舰拉福雷号、瞭望号和一艘拖船救起。经过为期三十三天、水面5,236.6海里（9,698.2）、水下612.9海里（1,135.1）的航行后，U-73号于9月5日10:20返抵拉斯佩齐亚。

#### 德克特役期
U-73号的第一值更官、海军中尉霍斯特·德克特于1942年10月1日获提升为艇长，接替了罗森鲍姆的职位。他率艇于10月20日17:00从拉斯佩齐亚出发执行第九次巡逻，前往北非海岸附近的地中海西部游弋，至11月19日09:40返回。11月7日，该艇在对盟军“火炬行动”（入侵法属北非）的一次无效攻击中曾遭到深水炸弹袭击；三天后，德克特又在相距3海里（5.6）的范围内向英国战列舰罗德尼号发射了四枚鱼雷，但全数射失。U-73号从11月10日至15日还加入了“瓦尔”狼群。在此期间，隶属火炬行动护航队的英国货轮拉朗德号（Lalande）于11月14日05:13分在奥兰外海被德克特射出的三枚鱼雷中的一枚击中，但仍安全抵达港口并得到修复。
在12月1日01:00离开拉斯佩齐亚的第十次巡逻中，U-73号四天后便在地中海遭盟军飞机袭击而严重损坏，不得不提前于12月8日12:28返回基地。12月22日22:14，该艇重新出发执行第十一次巡逻，前往地中海西部游弋。五天后，即27日07:15，隶属英国皇家空军第179中队的一架威靈頓轟炸機在阿尔及尔西北部进行雷达接触后使用利式探照灯攻击，但U-73号在“梅托克斯”型雷达探测器的预先警告下，立即用高射炮开火，击中对方左翼发动机。随着四枚深水炸弹无法命中，威靈頓被迫向海岸驶去，并在丢弃了所有可拆卸设备后才安全降落塔弗拉维。08:17，隶属第500中队的一架哈德遜式轟炸機再度来袭。在最初的扫射中，潜艇高射炮击中了对方驾驶舱区域和右翼发动机，导致飞机投掷的四枚深水炸弹偏出80至250（87至273碼），只造成轻微损害。哈德逊的机组人员本试图到达50英里（80）外的海岸，但在袭击发生三分钟后便跳伞逃生。1943年1月1日，UGS-3号护航船队的十一艘船，包括身处21号阵位的美国自由轮亚瑟·米德尔顿号（Arthur Middleton），在卡萨布兰卡附近脱离护航队，前往目的地港口奥兰，并开始排成一条线入港。14:28，在排线形成之前，亚瑟·米德尔顿号被U-73号的两枚鱼雷击中船艏。德克特观察到目标于17秒后爆炸。鱼雷点燃了部分货物，将水、船体板、船体部件和火焰喷射到1,000英尺（300）高的空中。自由轮从5号舱口到船头解体，只有船艉部分在离奥兰3海里的地方漂浮了不到一分钟。随船转运的美国海军坦克登陆艇LCT-21号也同样沉入海底。经过为期二十三天、水面2,569.2海里（4,758.2）、水下676.4海里（1,252.7）的航行后，U-73号于1月13日10:10返抵拉斯佩齐亚。
德克特直到1943年6月12日才迎来下一次巡逻，于16:00率艇驶离拉斯佩齐亚，在盟军正为入侵西西里岛的“哈士奇行动”作准备期间实施破交战，至7月1日上午10:25抵达土伦。在这次为期二十天、水面行程1,098.7海里（2,034.8）、水下行程759.2海里（1,406.0）的航行中，U-73号共击沉、击伤各1艘英国商船。首个受害者是TE-22号护航船队中的布林克本号（Brinkburn），它于6月21日09:30被德克特发射的三枚鱼雷中的两枚击中，爆炸并立即在阿尔及尔以西沉没。该船的爆炸威力巨大，以至于有破损的食品罐和两枚仍在运输箱里的75毫米炮弹被弹到了潜艇的甲板上。6月27日17:04，XTG-2号护航船队中的阿贝戴尔号又在阿尔及尔附近被U-73号的鱼雷击中，但这艘严重受损的油轮只是搁滩，后续能够完成修复。随后，U-73号也被护航舰投掷的深水炸弹严重损坏，被迫撤至土伦。
在8月2日至29日执行的第十三次巡逻中，U-73号未能击沉或击伤任何舰船，且由于集群式水听器发生故障而被迫提前返回土伦。它随后前往当地的造船厂接受维修、重建司令塔，并新装了供20毫米炮使用的四联装炮架。而在10月5日至30日的第十四次巡逻期间，该艇同样一无所获，但于10月10日成功在地中海的汉尼斯角（Cape Khanis）派了一名特工上岸。巡逻的最后一天，英国潜艇最后通牒号曾在土伦东南部的地中海（43°04′N 05°57′E / 43.067°N 5.950°E）向U-73号发射鱼雷，未能命中。
12月4日00:15，德克特率U-73号离开土伦执行第十五次巡逻，前往地中海西部的阿尔及利亚沿岸游弋，从此再未归航。12月13日，该艇试图对GUS-24号护航船队发动袭击，却遭到对方一艘护航驱逐舰的冲撞，从而损失了四联装高射炮。三天后，即16日16:16，当美国自由轮约翰·S·科普利号（John S. Copley）在奥兰附近准备加入GUS-24船队的第21号阵位时，受到德克特的鱼雷攻击。一枚鱼雷击中该船右舷主桅杆前方空置的2号货舱，货舱迅速进水，导致船身倾侧8°。爆炸形成一个18英尺（5.5）长的孔洞，油和水飞溅到空中和船上各处。甲板上的五艘登陆艇中有四艘也被抛向空中并落回甲板上。由于舵机失灵，发动机被卡死。三艘拖船从奥兰派出协助科普利号，并由美国救援拖船ATR-47号将它拖走，并未沉没。袭击发生后，美国驱逐舰尼布拉克号、勒德洛号和从轻巡洋舰布鲁克林号起飞的两架飞行艇立即赶往现场。不久，由美国驱逐舰伍尔西号、特里普号和爱迪生号组成的猎潜小队也从凯比尔港出发，对U-73号展开追击。经过大约一个小时的搜寻，伍尔西号收到了清晰的声纳接触，并用深水炸弹实施攻击。近距离爆炸导致潜艇的耐压壳体出现裂缝，导致海水渗入且无法管制。德克特只能选择浮出水面应战。伍尔西号和特里普号随即用舰炮开火，击毙了一些德国人并击穿了艇身。德克特被迫在36°07′N 00°50′W / 36.117°N 0.833°W处将U-73号凿沉并弃艇。他与另外33名船员，包括两名伤员和一名医生由伍尔西号和爱迪生号救起后带到北非，在当地作为战俘被囚禁。U-73号共有16名船员在事件中丧生。

## 袭击历史摘要

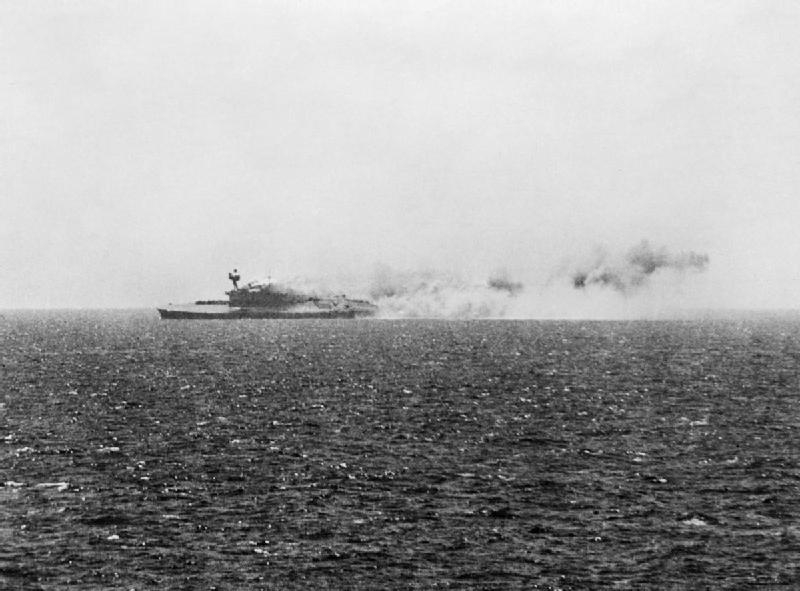
鹰号航空母舰 (1918年)于1942年8月11日遭击沉

| 日期           | 船名            | 船籍         | 吨位   | 结局 |
| -------------- | --------------- | ------------ | ------ | ---- |
| 1941年3月24日  | 韦恩盖特号      | 英国         | 4,260  | 击沉 |
| 1941年4月3日   | 阿尔德浦号      | 英国         | 4,313  | 击沉 |
| 1941年4月3日   | 不列颠子爵号    | 英国         | 6,895  | 击沉 |
| 1941年4月3日   | 印度人号        | 比利时       | 5,409  | 击沉 |
| 1941年4月3日   | 韦斯特浦号      | 英国         | 5,724  | 击沉 |
| 1941年4月20日  | 帝国耐力号      | 英国         | 8,570  | 击沉 |
| 1941年4月20日  | ML-1003号       | 英國皇家海軍 | 46     | 击沉 |
| 1941年4月20日  | ML-1037号       | 英國皇家海軍 | 46     | 击沉 |
| 1942年8月11日  | 鹰号            | 英國皇家海軍 | 22,600 | 击沉 |
| 1942年11月14日 | 拉朗德号        | 英国         | 7,453  | 击伤 |
| 1943年1月1日   | 亚瑟·米德尔顿号 | 美国         | 7,176  | 击沉 |
| 1943年1月1日   | LCT-21号        | 美國海軍     | 255    | 击沉 |
| 1943年6月12日  | 布林克本号      | 英国         | 1,598  | 击沉 |
| 1943年6月27日  | 阿贝戴尔号      | 英国         | 8,299  | 击伤 |
| 1943年12月16日 | 约翰·S·科普利号 | 美国         | 7,176  | 击伤 |

## 脚注
1. 1 2  加洛普，第72頁.
2. ↑  威廉生，第10頁.
3. 1 2  Gröner 1991，第43–44頁.
4. 1 2 3 4  . U-Boot-Archiv.   [2024-06-14]. （原始内容存档于2024-04-23）.
5. 1 2  Helgason, Guðmundur. . German U-boats of WWII - uboat.net.   [2024-06-14]. （原始内容存档于2024-04-24）.
6. 1 2  Helgason, Guðmundur. . German U-boats of WWII - uboat.net.   [2024-06-14]. （原始内容存档于2008-09-05）.
7. ↑  Helgason, Guðmundur. . German U-boats of WWII - uboat.net.   [2024-06-14]. （原始内容存档于2024-02-23）.
8. ↑  Helgason, Guðmundur. . German U-boats of WWII - uboat.net.   [2024-06-14]. （原始内容存档于2008-08-30）.
9. ↑  Helgason, Guðmundur. . German U-boats of WWII - uboat.net.   [2024-06-14]. （原始内容存档于2021-06-23）.
10. ↑  Helgason, Guðmundur. . German U-boats of WWII - uboat.net.   [2024-04-22]. （原始内容存档于2020-09-29）.
11. ↑  Helgason, Guðmundur. . German U-boats of WWII - uboat.net.   [2024-06-14]. （原始内容存档于2024-06-23）.
12. ↑  Helgason, Guðmundur. . German U-boats of WWII - uboat.net.   [2024-06-14]. （原始内容存档于2024-05-26）.
13. ↑  Helgason, Guðmundur. . German U-boats of WWII - uboat.net.   [2024-06-14]. （原始内容存档于2024-03-03）.
14. ↑  Helgason, Guðmundur. . German U-boats of WWII - uboat.net.   [2024-06-14]. （原始内容存档于2024-07-12）.
15. ↑  Helgason, Guðmundur. . German U-boats of WWII - uboat.net.   [2024-06-14]. （原始内容存档于2024-07-15）.
16. ↑  Helgason, Guðmundur. . German U-boats of WWII - uboat.net.   [2024-06-14]. （原始内容存档于2024-07-12）.
17. ↑  Blair 1996，第288–289頁.
18. ↑  Rohwer，第74頁.
19. ↑  Helgason, Guðmundur. . German U-boats of WWII - uboat.net.   [2024-06-14]. （原始内容存档于2008-09-05）.
20. ↑  Helgason, Guðmundur. . German U-boats of WWII - uboat.net.   [2024-06-14]. （原始内容存档于2009-05-17）.
21. ↑  Helgason, Guðmundur. . German U-boats of WWII - uboat.net.   [2023-11-23]. （原始内容存档于2020-05-29）.
22. ↑  Helgason, Guðmundur. . German U-boats of WWII - uboat.net.   [2024-06-14]. （原始内容存档于2024-06-24）.
23. ↑  Helgason, Guðmundur. . German U-boats of WWII - uboat.net.   [2024-06-14]. （原始内容存档于2009-06-21）.
24. ↑  Blair 1996，第651頁.
25. ↑  Blair 1998，第96頁.
26. ↑  Blair 1998，第98頁.
27. ↑  Helgason, Guðmundur. . German U-boats of WWII - uboat.net.   [2024-06-14]. （原始内容存档于2024-05-22）.
28. ↑  Helgason, Guðmundur. . German U-boats of WWII - uboat.net.   [2024-06-17]. （原始内容存档于2008-10-07）.
29. 1 2  Helgason, Guðmundur. . German U-boats of WWII - uboat.net.   [2024-06-17]. （原始内容存档于2008-08-30）.
30. ↑  Helgason, Guðmundur. . German U-boats of WWII - uboat.net.   [2024-06-14]. （原始内容存档于2023-09-24）.
31. ↑  Helgason, Guðmundur. . German U-boats of WWII - uboat.net.   [2024-06-14]. （原始内容存档于2024-07-25）.
32. ↑  Helgason, Guðmundur. . German U-boats of WWII - uboat.net.   [2024-06-14]. （原始内容存档于2024-05-22）.
33. ↑  Helgason, Guðmundur. . German U-boats of WWII - uboat.net.   [2024-06-14]. （原始内容存档于2022-08-14）.
34. ↑  Helgason, Guðmundur. . German U-boats of WWII - uboat.net.   [2024-06-17]. （原始内容存档于2008-09-06）.
35. ↑  Helgason, Guðmundur. . German U-boats of WWII - uboat.net.   [2024-06-17]. （原始内容存档于2009-01-08）.
36. ↑  Helgason, Guðmundur. . German U-boats of WWII - uboat.net.   [2024-06-17]. （原始内容存档于2008-09-05）.
37. ↑  Helgason, Guðmundur. . German U-boats of WWII - uboat.net.   [2024-06-17]. （原始内容存档于2020-09-23）.
38. ↑  Helgason, Guðmundur. . German U-boats of WWII - uboat.net.   [2024-06-14]. （原始内容存档于2023-12-09）.
39. ↑  Busch & Röll，第179–180頁.
40. ↑  Blair 2001，第540頁.